# 順天 (梁辦)
順天（1832年十月—十二月）為中國清朝時期台灣民變軍領袖梁辦、吳扁、陳委的年號，前後共計3個月。

## 紀年對照表
| 順天 | 元年   |
| ---- | ------ |
| 西元 | 1832年 |
| 干支 | 壬辰   |

## 同期存在的其他政权年号
- 中國
  - 道光（1821年－1850年）：清朝—清宣宗旻詝之年號
  - 天運（1832年）：清朝時期—張丙、許成之年號
  - 大明主（1832年）：清朝時期—黃城之年號
  - 奉天（1832年）：清朝時期—劉仲、蔡恭之年號
- 越南
  - 明命（1820年－1841年）：阮朝—阮聖祖阮福晈之年號
- 日本
  - 天保（1830年－1844年）：仁孝天皇之年號